# پیست هرمانوس رودریگز
پیست هرمانوس رودریگز (انگلیسی: Autódromo Hermanos Rodríguez) یک پیست ورزش‌های موتوری در مکزیکو سیتی، مکزیک است.
این پیست که معمولاً برای مسابقات فرمول یک استفاده می‌شود در سال ۱۹۶۳ افتتاح شده و ظرفیت آن ۱۰۰٬۰۰۰ نفر است.